# Hans Moser (actor)
Hans Moser (Viena, 6 de agosto de 1880 - ibíd. 19 de junio de 1964) fue un actor cinematográfico austriaco, con una larga carrera desarrollada desde la década de 1920 hasta el momento de su muerte, y desempeñada principalmente en el género de la comedia. Con un total de más de 150 películas, Moser estuvo particularmente asociado al llamado Cine Vienés.

## Biografía
Su verdadero nombre era Johann Julier, y nació en Viena, Austria-Hungría. Moser encarnó habitualmente al hombre medio de la calle, a personas bajo las órdenes de otras - criados, camareros, mozos de cuerda, tenderos, conductores, pequeños burócratas, etc. Sus papeles eran de gente honesta y bienintencionada que, incapaces de mantenerse frías en situaciones difíciles, se metían en todo tipo de problemas. 
Moser fue muy conocido por mascullar, buscando el efecto cómico, en vez de pronunciar con claridad, y por dejar inacabadas sus frases – lo cual, combinado con su moderado dialecto vienés, hacía difícil que el público no nativo comprendiera lo que decía.
Algunos de los simpáticos compañeros de actuación en las películas de Moser fueron Paul Hörbiger, Theo Lingen, Oskar Sima y Annie Rosar.  Sin embargo, Moser fue también un actor serio, especialmente en el teatro y, hacia el final de su vida, en la televisión. Además, en muchos musicales a Moser se le podía oír interpretando un Wienerlied, y no una canción de Heuriger.
Durante el régimen Nazi Moser tuvo graves problemas, pues su esposa, Blanca Hirschler, era judía, pero él se negó a divorciarse. Gracias a su gran popularidad, el régimen le permitió continuar trabajando en el cine. Su mujer finalmente tuvo que huir a Hungría, donde se reunió la pareja al terminar la guerra.
Hans Moser falleció de cáncer en Viena, Austria, en 1964. Tenía 83 años de edad. Fue enterrado en el Cementerio Central de Viena, Zentralfriedhof.

## Selección de su filmografía

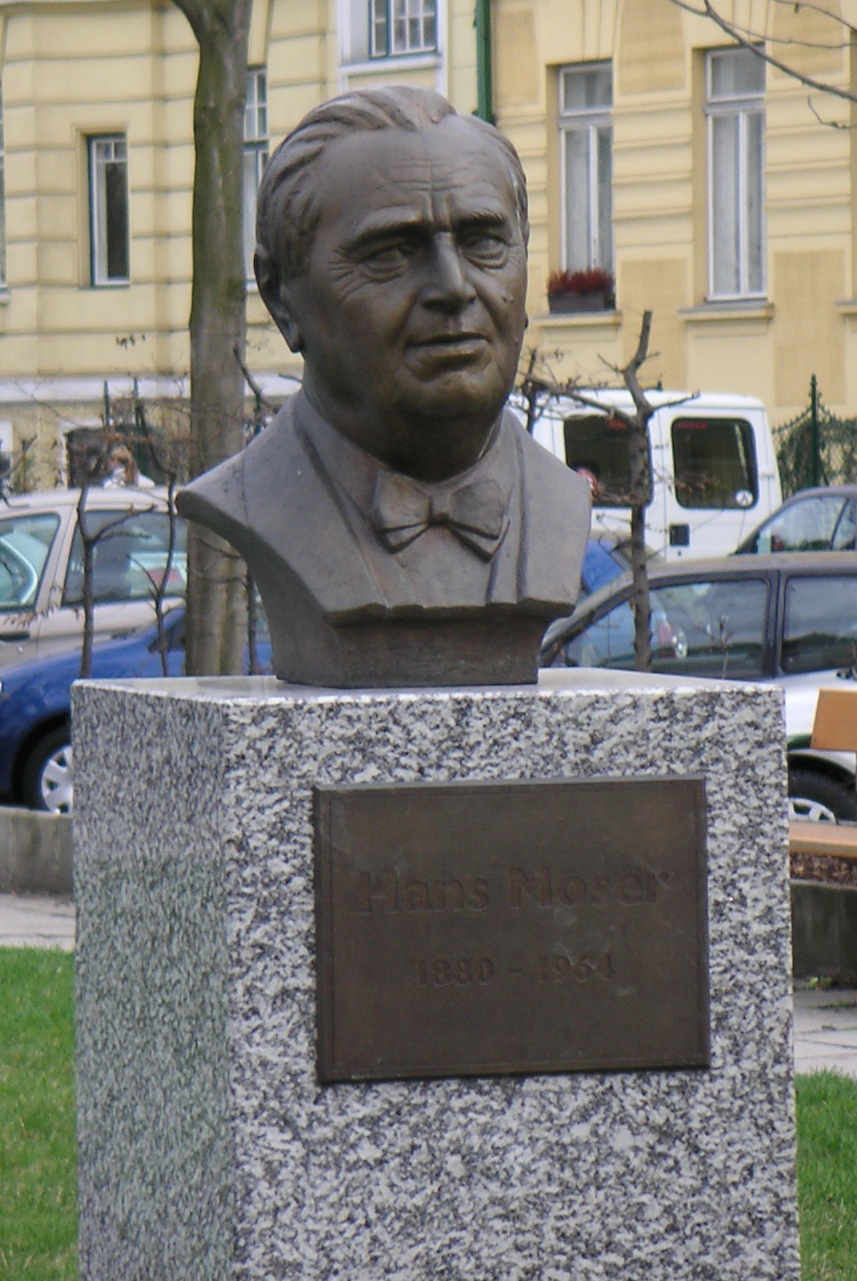
Busto de Moser en el Parque Hans Moser de Hietzing

- Die Stadt ohne Juden (1924) (basada en la novela de Hugo Bettauer)
- Das Spielzeug von Paris (1925)
- Himmel auf Erden (1935)
- Fräulein Veronika (1936)
- Ungeküsst soll man nicht schlafen gehn (1936), con Liane Haid
- Anton, der Letzte (1939)
- Opernball (1939)
- Rosen in Tirol (1940), con Johannes Heesters
- Wiener G'schichten (1940)
- Abenteuer im Grandhotel (1943)
- Schrammeln (1944)
- Der Hofrat Geiger (1947)
- Jetzt schlägt's 13 (1950)
- Hallo Dienstmann (1952), de Franz Antel
- Die Drei von der Tankstelle (1955)
- Opernball (1956)
- Hallo Taxi (1958)
- Die Fledermaus (1962)
- Geschichten aus dem Wienerwald (1964), basada en la obra de Ödön von Horváth)